# Ljudska univerza Lenart
Ljudska univerza Lenart je ljudska univerza s sedežem na Nikovi 9 (Lenart); ustanovljena je bila leta 1993.